# Arthur Duarte
Arthur de Jesus Pinto Pacheco Duarte (* 17. Oktober 1895 in Lissabon; † 22. August 1982 ebenda) war ein portugiesischer Schauspieler und Filmregisseur.

## Leben und Werdegang
Er begann als Theaterschauspieler 1918 bei der Companhia Rosas & Brazão. 1921 begann seine Filmkarriere mit einer Rolle in A morgadinha de Vale Flor von Ernesto de Albuquerque. Es folgten 1922 Rollen in O Primo Basílio (dt.: „Cousin Basilio“) von George Pallu, As Pupilas do Senhor Reitor („Die Pupillen des Herrn Rektor“) von Maurice Mariaud, und Sereia de Pedra („Die steinerne Jungfrau“) von Roger Lion.
1923 spielte er in Lions´ Os olhos da Alma („Die Augen der Seele“) mit. Der Film feierte 1924 Premiere in Paris, wo Duarte seit 1923 bereits lebte. Dort arbeitete er als Filmeinkäufer für die portugiesische Filmgesellschaft Castello-Lopes und als Künstleragent für das Lissabonner Casino Maxim´s.
1927 ging er nach Deutschland und unterschrieb als Schauspieler bei der UFA. Er spielte dort in etwa 50 Filmen mit, zumeist Nebenrollen wie in Asphalt (1929) an der Seite von Gustav Fröhlich, Hans Albers, Paul Hörbiger. Er eignete sich als Produktionsassistent in der Zeit aber auch erste technische Kenntnisse an.
1933 kehrte Arthur Duarte nach Portugal zurück. Bei Gado Bravo („Wildes Vieh“) von Max Nosseck war er 1934 Regieassistent. Mit Nosseck hatte er bereits 1930 in Fräulein Lausbub von Erich Schönfelder zusammen gespielt.
1936 war er Regieassistent bei Bocage, dem Film von Leitão de Barros über den Dichter Bocage. Im nächsten Jahr war er Produktionsleiter bei Chianca de Garcias A Rosa do Adro, und 1938 drehte er den ersten Film in eigener Regie, Os Fidalgos da Casa Mourisca (ein Remake des gleichnamigen internationalen Erfolges der Invicta Film von 1920).
Nach einem USA-Aufenthalt arbeitete er zunächst wieder an anderen Filmen mit, wie A Veranda dos Rouxinóis („Der Nachtigallen-Balkon“) von Leitão de Barros, João Ratão von Jorge Brum do Canto, und Feitiço do Império („Der Zauber des Imperiums“) von António Lopes Ribeiro.
1941 übernahm er eine Rolle in O Pai Tirano („Der tyrannische Vater“) von Lopes Ribeiro, um ein Jahr später in dessen Ala Arriba (Coppa Mussolini der Filmfestspiele Venedig 1942) Aufnahmeleiter zu sein.
1943 drehte er seine erste Komödie, den bis heute populären Film O Costa do Castelo. Es folgten A Menina da Rádio („Das Mädchen vom Radio“, 1944), O Leão da Estrela („Der Löwe vom Estrela-Viertel“, 1947), O Grande Elias („Der große Elias“, 1950). Er drehte zwischen 1943 und 1960 zwölf Filme, davon fünf portugiesisch-spanische Co-Produktionen (u. a. 1946 É Perigoso Debruçar-se, „Nicht hinauslehnen“).
Ende der 1950er ging die Zeit des populären Unterhaltungsfilms in Portugal zu Ende, und mit ihr auch das Erfolgsrezept des Regisseurs Arthur Duarte. Er ging von 1960 bis 1965 nach Brasilien, wo er nur zwei Filme produzierte. Sein vorerst letzter Film, die portugiesisch-spanisch-brasilianische Co-Produktion Encontro com a morte („Ein Treffen mit dem Tod“) von 1965, wurde in Portugal von der Zensur des Estado Novo verboten.
In der deutsch-schweizerischen Produktion Ein Käfer gibt Vollgas hatte Arthur Duarte 1972 dann einen Auftritt als Schauspieler, und 1973 nochmal im brasilianischen Film O Rapto no Ascensor („Die Entführung im Aufzug“), von Stefan Wohl. Auch Theater spielte er noch einmal in O Ovo („Das Ei“, 1973 im Lissaboner Theater Villaret).
Erst nach der Nelkenrevolution 1974 und dem Ende der Diktatur in Portugal drehte er mit Recompensa 1979 seinen letzten Film, gefördert vom portugiesischen Filminstitut (heute ICA), und von der Kritik unbeachtet. Zuvor drehte er noch mit Raul Solnado Aventuras de um Detetive Português („Abenteuer eines portugiesischen Detektivs“, 1975), nach einem Drehbuch von Ruy Guerra u. a.
Er starb 1982 in Lissabon.

## Kritik
Seine Stärken waren das Handwerk und sein Gespür für den breiten Geschmack, deutlich geworden in seinen großen Publikumserfolgen. Trotz seiner internationalen Erfahrungen und seiner lebenslangen filmischen Aktivitäten erfuhr er von der Kritik keine vergleichbare Anerkennung, weder als Schauspieler noch als Regisseur. Zum Novo Cinema hatte er keinen Bezug. So hat er sich in erster Linie durch seine bis heute in Portugal ausgesprochen populären Komödien der 40er Jahre verewigt, den Comédias portuguesas.

## Filmografie

### Regisseur
- 1923: O Castelo de Chocolate
- 1938: Os Fidalgos da Casa Mourisca
- 1942: Férias à Beira-Mar
- 1943: O Costa do Castelo
- 1944: A Menina da Rádio
- 1946: Es peligroso asomarse al exterior
- 1947: El huésped del cuarto número 13
- 1947: O Leão da Estrela
- 1949: ¡Fuego!
- 1950: O Grande Elias
- 1952: A Garça e a Serpente
- 1955: Nubes de verano
- 1956: O Noivo das Caldas
- 1957: Roma Portuguesa
- 1957: Dois Dias no Paraíso
- 1960: Encontro com a Vida
- 1961: Barqueiros do Douro
- 1965: Encontro com a Morte
- 1979: A Recompensa

### Schauspieler
- 1923: A Morgadinha de Valflor – Regie: Ernesto de Albuquerque, Enrico Braga
- 1923: O Primo Basílio – Regie: George Pallu
- 1923: A Sereia de Pedra – Regie: Roger Lion
- 1924: As Pupilas do Senhor Reitor – Regie: Maurice Mariaud
- 1926: Carmen – Regie: Jacques Feyder
- 1927: Le bateau de verre (Das brennende Schiff) – Regie: Constantin J. David, Jacqueline Milliet
- 1928: Der Tanzstudent (als Arturo Duarte) – Regie: Johannes Guter
- 1928: Vom Täter fehlt jede Spur – Regie: Constantin J. David
- 1928: Die Republik der Backfische – Regie: Constantin J. David
- 1928: Geschlecht in Fesseln – Regie: Wilhelm Dieterle
- 1929: Drei Tage auf Leben und Tod – Regie: Heinz Paul
- 1929: Kolonne X – Regie: Reinhold Schünzel
- 1929: Asphalt – Regie: Joe May
- 1929: Frühlingsrauschen – Regie: Wilhelm Dieterle
- 1929: Frauen am Abgrund – Regie: Georg Jacoby
- 1929: Trust der Diebe – Regie: Erich Schönfelder
- 1929: Die Frau ohne Nerven – Regie: Willi Wolff
- 1929: Fräulein Lausbub – Regie: Erich Schönfelder
- 1930: Sturm auf drei Herzen – Regie: Wolfgang Neff
- 1930: Scapa Flow – Regie: Leo Lasko
- 1930: Ludwig der Zweite, König von Bayern – Regie: Wilhelm Dieterle
- 1930: Liebe im Ring (als Arturo Duarte) – Regie: Reinhold Schünzel
- 1931: Die Dreigroschenoper – Regie:Georg Wilhelm Pabst
- 1934: Gado Bravo (als Arthur Fernandes) – Regie: António Lopes Ribeiro, Max Nosseck
- 1934: Una semana de felicidad (als Arturo Duarte) – Regie: Max Nosseck
- 1935: Doña Francisquita – Regie: Hans Behrendt
- 1935: Aventura Oriental – Regie: Max Nosseck
- 1941: O Pai Tirano – Regie: António Lopes Ribeiro
- 1955: Zalacaín el aventurero – Regie: Juan de Orduña
- 1955: Nubes de verano (auch Regie)
- 1970: Millionen nach Maß (TV-Serie, 1 Folge)
- 1971: Die Nacht von Lissabon (TV-Spielfilm) – Regie: Zbyněk Brynych
- 1972: Ein Käfer gibt Vollgas – Regie: Rudolf Zehetgruber
- 1975: As Aventuras de Um Detetive Português – Regie: Stefan Wohl